# Elizabeth Castle
Elizabeth Castle is een kasteel op het Engelse Kanaaleiland Jersey.

## Ligging
Het kasteel ligt op een rotseiland in de baai van Saint Helier, L'Islet genoemd. Bij eb is het kasteel gemakkelijk via de zeebodem te bereiken. Daartoe is er zelfs een pad van 800 meter lang aangelegd. Bij vloed stroomt dit pad geheel onder. Het kasteel is dan alleen bereikbaar met een puddleduck, een speciaal toeristisch amfibisch schip dat zowel op het strand kan rijden als in de ondiepe zee kan varen.
Amfibische schepen zijn in gebruik sinds de Tweede Wereldoorlog, toen men begon met Amerikaans DUKW's te gebruiken.
Het kasteel is te voet 7 uur van elke 12 uur bereikbaar.

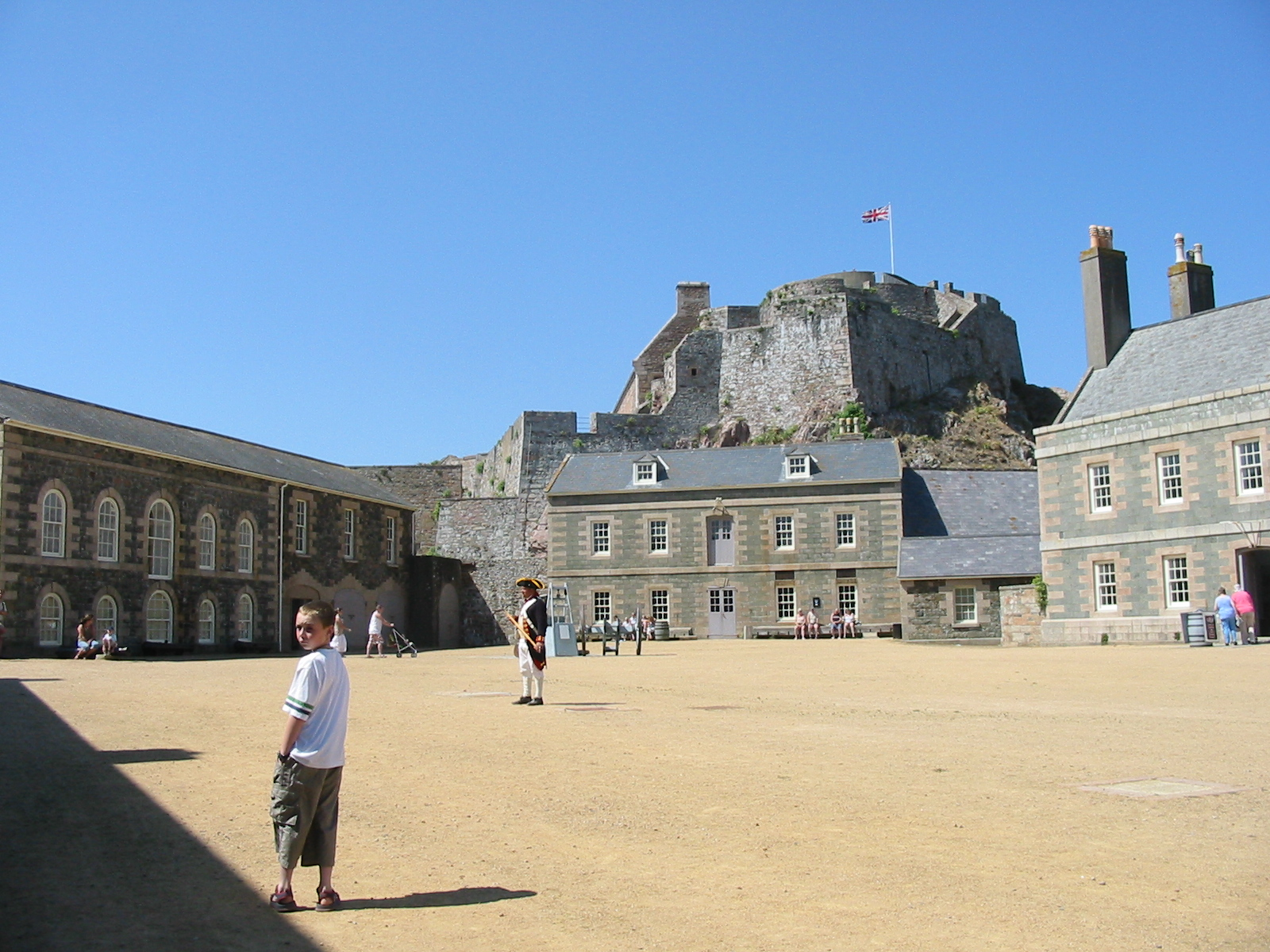
De modernste gebouwen op de binnenplaats

## Geschiedenis
Geschreven bronnen met informatie over deze plek bestaan sinds ongeveer 550. Vanaf deze datum tot 1550 was het een religieuze plaats die in verband wordt gebracht met de heilige Sint Helier. De religieuze functie verviel vanaf het moment dat Jersey protestant werd tijdens de reformatie.
Oorspronkelijk bestond het eiland waar het kasteel op ligt uit twee kleinere eilanden. Het verst van de kust lag de heremiet van Sint Helier. Dichterbij lag een klooster.
Vervolgens had het 400 jaar lang een militaire functie. Het andere belangrijke kasteel op Jersey, Mont Orgueil Castle, was verouderd omdat kanonnen een steeds groter bereik kregen. Er was een nieuw kasteel nodig, dat ver van alle opstelplaatsen van kanonnen moest komen te staan. Met de bouw werd begonnen tijdens de regering van koning Eduard VI van Engeland, toen als eerste een kanon-platform werd gebouwd. Zijn zuster, Elizabeth I van Engeland stuurde haar militaire ingenieur, Paul Ivy om het kasteel te ontwerpen en bouwen. Sir Walter Ralegh, gouverneur van Jersey, noemde het kasteel Fort Isabella Bellissima - de mooiste Elisabeth - naar deze koningin.
Koning Karel II van Engeland bezocht het kasteel in 1646 en 1649.

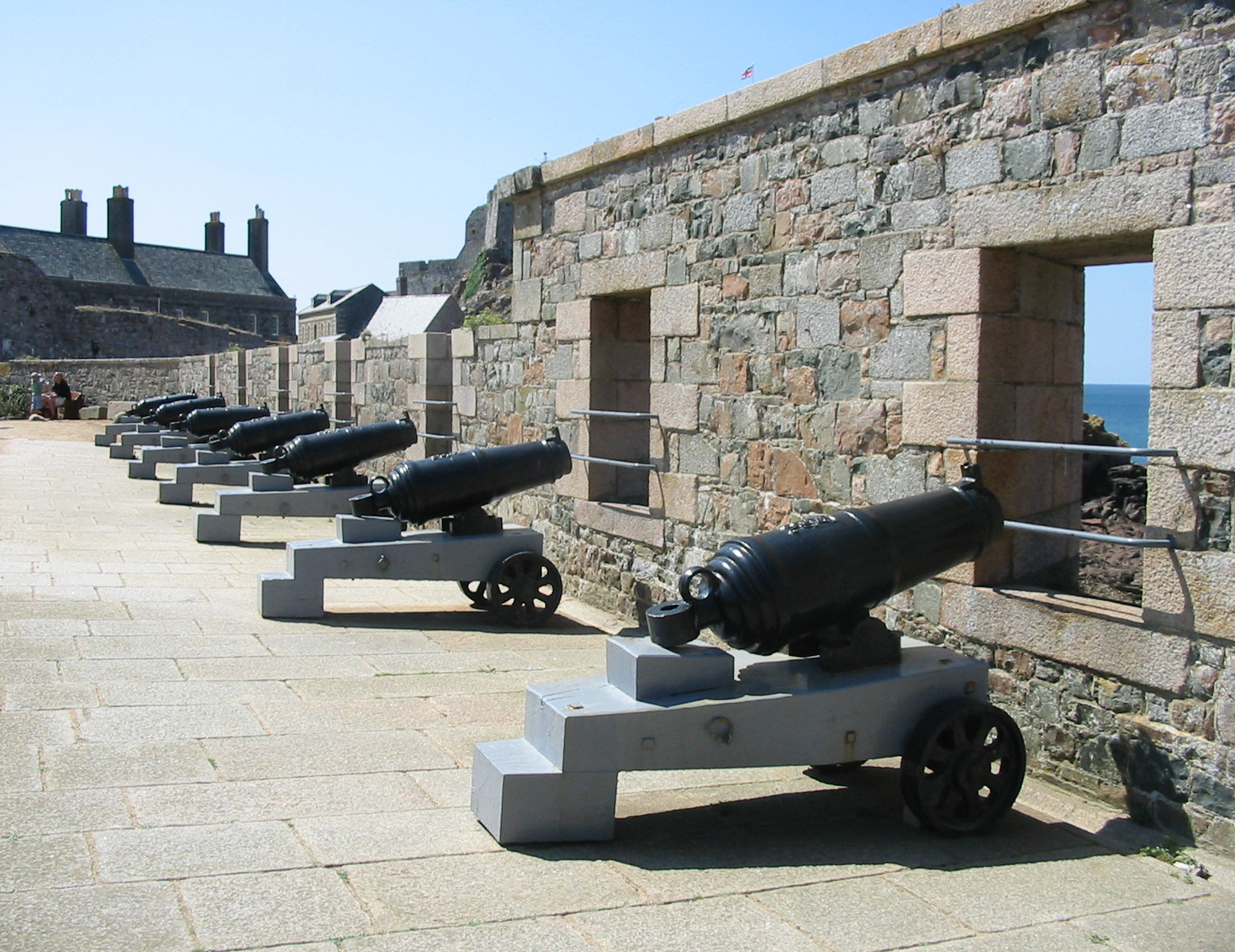
Kanonnen

In de 16e en 17e eeuw groeide het kasteel. Bij het beleg van het kasteel in 1651 waren er meer dan 15 kanonnen. In 1783 waren er 84, waarvan de grootste 24-ponders waren. In 1804 waren er 62 kanonnen, waaronder 5 enorme 68-ponders.
De moeilijke bereikbaarheid van het kasteel (10 uur per etmaal is het pad naar het kasteel onder water) werd oorspronkelijk als een groot voordeel gezien. Toen de Fransen in 1781 echter tijdens de Slag om Jersey landden bij La Rocque en naar Saint Helier marcheerden konden ze de stad makkelijk innemen. De soldaten zaten immers vast op het kasteel. Om die reden werd daarna nog een extra fort op het vasteland gebouwd om Saint Helier te beschermen, Fort Regent.
In Elizabeth Castle was een garnizoen gelegerd tot 1923. Toen werd het verkocht aan de States of Jersey. Tijdens de Duitse bezetting in de Tweede Wereldoorlog kreeg het kasteel zijn militaire functie kort terug. De toen gebouwde bunker is nog op het kasteel te zien. In deze periode diende het kasteel ook als strafkamp voor Russische slavenarbeiders die hadden geprobeerd te ontsnappen van de andere kampen op het eiland.

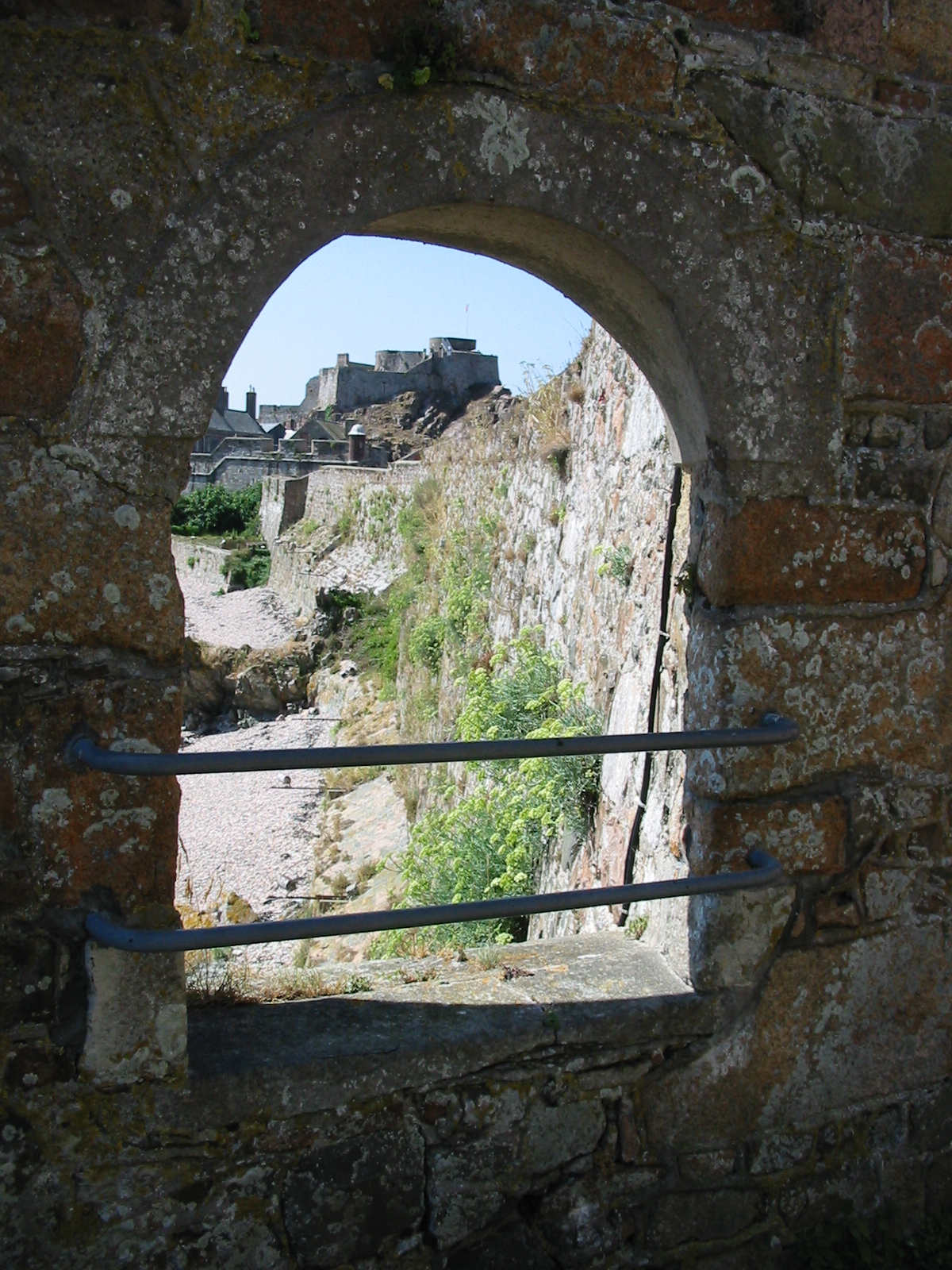
Zicht op The Mount en de zijmuren

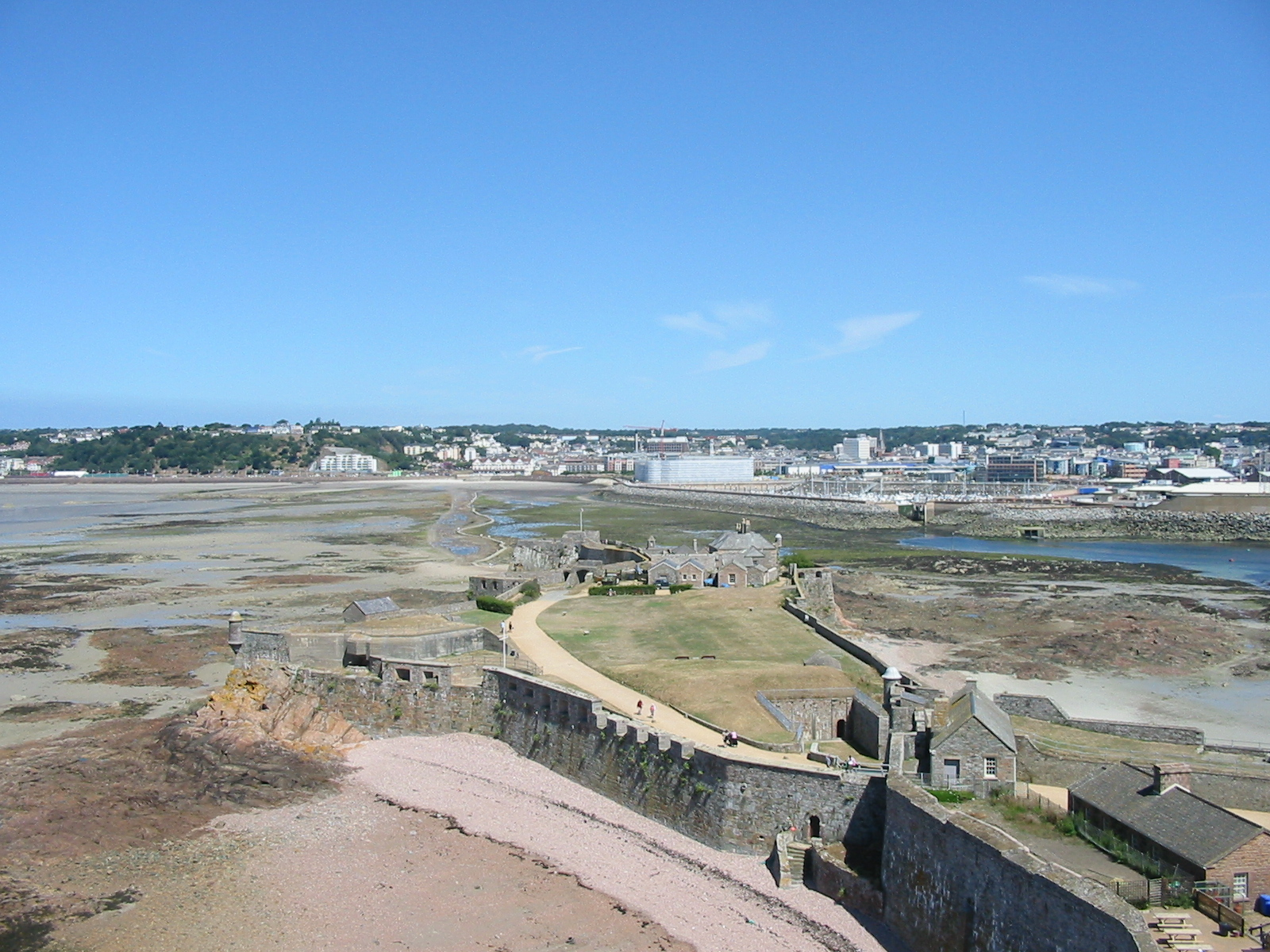
Zicht op Lower Ward (vooraan) en de Outer Ward

## Opbouw
Het kasteel bestaat uit drie delen:
- Het oudste en hoogste deel, "The Mount" genoemd, of "Upper Ward", dat zoiets als bovenste afdeling betekent.
- De lager gelegen Lower Ward met gebouwen uit de 18e eeuw. Dit is op een apart eiland gebouwd. Dit is verenigd met het hoofdeiland in 1668 door muren. De laagte binnen deze muren ziet eruit als een brede greppel.
- De Outer Ward.

## Museum
In het kasteel zijn begin 21ste eeuw vier musea gevestigd, gewijd aan militaire aspecten, zoals kanonnen, munitie, oorlog en vrede.
Elke dag wordt in het kasteel een demonstratie gegeven van het afschieten van een kanon. Daarmee wordt de Slag om Jersey (Engels: Battle of Jersey) herdacht.

## Pelgrimage
Elk jaar vindt op de zondag het dichtst bij de dag van St. Helier 16 juli een gemeentelijke en oecumenische pelgrimage plaats. Er wordt dan een dienst in de open lucht gehouden in het kasteel.

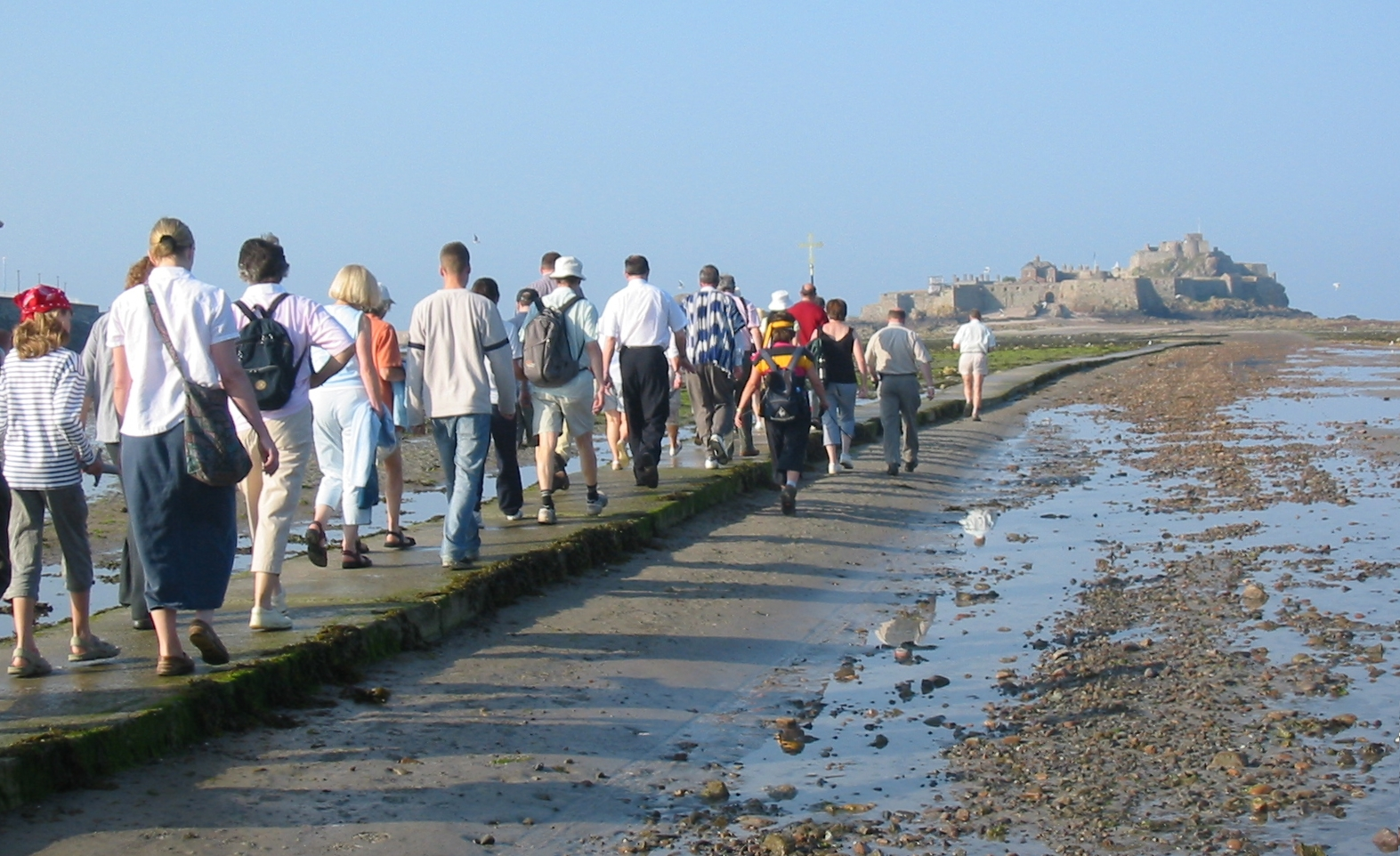
Pelgrims lopen naar Elizabeth Castle bij eb op 17 Juli 2005